# 大龙潭河 (扒河)
大龙潭河，位于中国云南省峨山彝族自治县西北部，是扒河左岸支流，发源于峨山县富良棚乡大假佐，西北流经大龙潭乡，至大平田入扒河。全长22.6公里，流域面积115.5平方公里。